# Cúp bóng đá châu Đại Dương 2016
Cúp bóng đá châu Đại Dương 2016 là Cúp bóng đá châu Đại Dương lần thứ 10 được tổ chức Liên đoàn bóng đá châu Đại Dương (OFC). Đây cũng là vòng loại World Cup 2018 khu vực châu Đại Dương diễn ra tại Papua New Guinea từ ngày 28 tháng 5 đến ngày 11 tháng 6 năm 2015 và đội vô địch sẽ giành quyền tham dự vòng play-off liên lục địa diễn ra vào tháng 11 năm 2017. New Zealand giành chức vô địch lần thứ 5 trong lịch sử sau khi vượt qua chủ nhà Papua New Guinea với tỉ số 4–2 sau loạt sút luân lưu 11m sau 120 phút thi đấu chung kết với tỉ số hòa 0–0 và chính thức giành quyền tham dự Cúp Liên đoàn các châu lục 2017 diễn ra ở Nga.

## Lựa chọn chủ nhà
Tahiti, Fiji, Papua New Guinea và New Zealand là các nước cạnh tranh quyền tổ chức giải đấu này.

## Vòng loại
Có tất cả 11 đội thành viên OFC tham dự vòng loại này.
4 đội xếp hạng kém nhất - Samoa thuộc Mỹ, Quần đảo Cook, Samoa, và Tonga - sẽ phải tham dự vòng sơ loại, thi đấu vòng tròn tính điểm để chọn ra đội xuất sắc nhất giành quyền tham dự giải đấu..

### Các đội vượt qua vòng loại
| Đội                | Tư cách qua vòng loại       | Ngày vượt qua vòng loại | Thứ hạng | Lần tham dự trước | Thành tích tốt nhất              | Bảng xếp hạng FIFA (thời điểm hiện tại) |
| ------------------ | --------------------------- | ----------------------- | -------- | ----------------- | -------------------------------- | --------------------------------------- |
| Fiji               | Đặc cách                    | 29 tháng 3 năm 2014     | 8th      | 2012              | Hạng ba (1998, 2012)             | 183                                     |
| Nouvelle-Calédonie | Đặc cách                    | 29 tháng 3 năm 2014     | 5th      | 2012              | Á quân (2008, 2012)              | 191                                     |
| New Zealand        | Đặc cách                    | 29 tháng 3 năm 2014     | 9th      | 2012              | Vô địch (1973, 1998, 2002, 2008) | 161                                     |
| Papua New Guinea   | Đặc cách                    | 29 tháng 3 năm 2014     | 3rd      | 2012              | Vòng bảng (1980, 2002, 2012)     | 198                                     |
| Quần đảo Solomon   | Đặc cách                    | 29 tháng 3 năm 2014     | 6th      | 2012              | Á quân (2004)                    | 192                                     |
| Tahiti             | Đặc cách                    | 29 tháng 3 năm 2014     | 8th      | 2012              | Vô địch (2012)                   | 196                                     |
| Vanuatu            | Đặc cách                    | 29 tháng 3 năm 2014     | 8th      | 2012              | Hạng tư (1973, 2000, 2002, 2008) | 181                                     |
| Samoa              | Đội xuất sắc nhất vòng loại | 4 tháng 9 năm 2015      | 2nd      | 2012              | Vòng 1 (2012)                    | 170                                     |

## Địa điểm
Giải đấu được tổ chức tại một địa điểm duy nhất ở Port Moresby.
| Port Moresby | Port Moresby                |
| ------------ | --------------------------- |
| Port Moresby | Sân vận động Sir John Guise |
| Port Moresby | Sức chứa: 15.000            |
| Port Moresby |                             |

## Trọng tài
10 trọng tài và 12 trợ lý trọng tài có tên trong danh sách tham gia điều khiển các trận đấu của cúp bóng đá châu Đại Dương 2016.
| Trọng tài - Ravitesh Behari - Mederic Lacour - Matthew Conger - Nicholas Waldron - Anio Amos - George Time - Norbert Hauata - Kader Zitouni - Robinson Banga - Joel Hopken | Trợ lý trọng tài - John Pareanga - Ravinesh Kumar - Avinesh Narayan - Bertrand Brial - Mark Rule - Norman Sali - Noah Kusunan - Johnny Niabo - Phillippe Revel - Folio Moeaki - Tevita Makasini - Hilmon Sese |

## Bốc thăm
Lễ bốc thăm cho vòng 2 của Cúp bóng đá châu Đại Dương đồng thời là lễ bốc thăm vòng loại giải vô địch bóng đá thế giới 2018 diễn ra vào ngày 25 tháng 7 năm 2015, bắt đầu lúc 18:00 MSK (UTC+3), tại Cung điện Konstantinovsky ở Strelna, Sankt-Peterburg, Nga.
Tất cả các hạt giống đều dựa theo bảng xếp hạng FIFA công bố vào tháng 7 năm 2015 (hiển thị trong dấu ngoặc đơn). 8 đội đã được phân vào hai nhóm:
- Nhóm 1 chứa các đội xếp hạng 1-4.
- Nhóm 2 chứa các đội xếp hạng 5-7 và đội thắng ở vòng 1.

Mỗi bảng chứa hai đội từ nhóm 1 và hai đội từ nhóm 2.
| Nhóm 1                                                                                     | Nhóm 2                                                                  |
| ------------------------------------------------------------------------------------------ | ----------------------------------------------------------------------- |
| 1. New Zealand (136) 2. Nouvelle-Calédonie (167) 3. Tahiti (188) 4. Quần đảo Solomon (191) | 1. Fiji (199) 2. Papua New Guinea (202) 3. Samoa (198) (thắng ở vòng 1) |

Lưu ý: Chư rõ danh tính đội thắng vòng 1 tại thời điểm bốc thăm.

## Vòng bảng
| Tiêu chí xếp hạng vòng loại Giải vô địch bóng đá thế giới 2018 |
| --- |
| Với thể thức sân nhà và sân khách, việc xếp hạng các đội trong mỗi bảng được dựa trên các tiêu chí sau đây (quy định các Điều 20.6 và 20.7): 1. Điểm số (3 điểm cho 1 trận thắng, 1 điểm cho 1 trận hòa, 0 điểm cho 1 trận thua) 2. Hiệu số bàn thắng thua 3. Số bàn thắng 4. Điểm số trong trận đấu giữa các đội 5. Hiệu số bàn thắng thua trong trận đấu giữa các đội 6. Số bàn thắng ghi được trong trận đấu giữa các đội 7. Số bàn thắng sân khách ghi được trong các trận đấu giữa các đội 8. Trận play-off trên sân trung lập (nếu được chấp thuận bởi FIFA), với hiệp phụ và đá sút luân lưu nếu cần |

### Bảng A
| VT | Đội                  | ST | T | H | B | BT | BB | HS  | Đ | Giành quyền tham dự                                        |  |   |     |     |     |
| -- | -------------------- | -- | - | - | - | -- | -- | --- | - | ---------------------------------------------------------- |  | - | --- | --- | --- |
| 1  | Papua New Guinea (H) | 3  | 1 | 2 | 0 | 11 | 3  | +8  | 5 | Cúp bóng đá châu Đại Dương và vòng loại World Cup (vòng 3) |  | — | 1–1 | 2–2 | 8–0 |
| 2  | Nouvelle-Calédonie   | 3  | 1 | 2 | 0 | 9  | 2  | +7  | 5 | Cúp bóng đá châu Đại Dương và vòng loại World Cup (vòng 3) |  | — | —   | —   | 7–0 |
| 3  | Tahiti               | 3  | 1 | 2 | 0 | 7  | 3  | +4  | 5 | Vòng loại World Cup (vòng 3)                               |  | — | 1–1 | —   | 4–0 |
| 4  | Samoa                | 3  | 0 | 0 | 3 | 0  | 19 | −19 | 0 |                                                            |  | — | —   | —   | —   |

| Papua New Guinea | 1–1                            | Nouvelle-Calédonie |
| ---------------- | ------------------------------ | ------------------ |
| Semmy 41'        | Chi tiết (FIFA) Chi tiết (OFC) | Saiko 84'          |

| Tahiti                                         | 4–0                            | Samoa |
| ---------------------------------------------- | ------------------------------ | ----- |
| T. Tehau 2', 5' · Chong Hue 15' · A. Tehau 39' | Chi tiết (FIFA) Chi tiết (OFC) |       |

| Papua New Guinea   | 2–2                            | Tahiti                      |
| ------------------ | ------------------------------ | --------------------------- |
| Gunemba 45+1', 64' | Chi tiết (FIFA) Chi tiết (OFC) | A. Tehau 66' · T. Tehau 76' |

| Nouvelle-Calédonie                                                                                | 7–0                            | Samoa |
| ------------------------------------------------------------------------------------------------- | ------------------------------ | ----- |
| Kayara 18', 30' · Nemia 28' · Zeoula 38' (ph.đ.) · Wadriako 53' · Cexome 79' · Dahite 89' (ph.đ.) | Chi tiết (FIFA) Chi tiết (OFC) |       |

| Papua New Guinea                                                          | 8–0             | Samoa |
| ------------------------------------------------------------------------- | --------------- | ----- |
| Foster 13', 51' · Gunemba 33', 63', 83' · Dabinyaba 58', 74' · Upaiga 67' | Chi tiết (FIFA) |       |

| Tahiti         | 1–1             | Nouvelle-Calédonie |
| -------------- | --------------- | ------------------ |
| T. Tehau 90+2' | Chi tiết (FIFA) | Kaï 80'            |

### Bảng B
| VT | Đội              | ST | T | H | B | BT | BB | HS | Đ | Giành quyền tham dự                                        |  |     |     |     |     |
| -- | ---------------- | -- | - | - | - | -- | -- | -- | - | ---------------------------------------------------------- |  | --- | --- | --- | --- |
| 1  | New Zealand      | 3  | 3 | 0 | 0 | 9  | 1  | +8 | 9 | Cúp bóng đá châu Đại Dương và vòng loại World Cup (vòng 3) |  | —   | 1–0 | 3–1 | —   |
| 2  | Quần đảo Solomon | 3  | 1 | 0 | 2 | 1  | 2  | −1 | 3 | Cúp bóng đá châu Đại Dương và vòng loại World Cup (vòng 3) |  | —   | —   | 0–1 | —   |
| 3  | Fiji             | 3  | 1 | 0 | 2 | 4  | 6  | −2 | 3 | Vòng loại World Cup (vòng 3)                               |  | —   | —   | —   | 2–3 |
| 4  | Vanuatu          | 3  | 1 | 0 | 2 | 3  | 8  | −5 | 3 |                                                            |  | 0–5 | 0–1 | —   | —   |

| New Zealand                                     | 3–1                            | Fiji                  |
| ----------------------------------------------- | ------------------------------ | --------------------- |
| Tzimopoulos 16' · Fallon 41' · Wood 61' (ph.đ.) | Chi tiết (FIFA) Chi tiết (OFC) | Krishna 45+2' (ph.đ.) |

| Vanuatu | 0–1                            | Quần đảo Solomon |
| ------- | ------------------------------ | ---------------- |
|         | Chi tiết (FIFA) Chi tiết (OFC) | Donga 19'        |

| Vanuatu | 0–5                            | New Zealand                                                 |
| ------- | ------------------------------ | ----------------------------------------------------------- |
|         | Chi tiết (FIFA) Chi tiết (OFC) | Wood 4', 5' · McGlinchey 10' · Fallon 19' · Barbarouses 45' |

| Quần đảo Solomon | 0–1                            | Fiji                |
| ---------------- | ------------------------------ | ------------------- |
|                  | Chi tiết (FIFA) Chi tiết (OFC) | Krishna 85' (ph.đ.) |

| Fiji                      | 2–3                            | Vanuatu                                             |
| ------------------------- | ------------------------------ | --------------------------------------------------- |
| Kautoga 51' · Krishna 69' | Chi tiết (FIFA) Chi tiết (OFC) | Fred 19' · Masauvakalo 41' · B. Kaltack 75' (ph.đ.) |

| New Zealand | 1–0                            | Quần đảo Solomon |
| ----------- | ------------------------------ | ---------------- |
| Adams 80'   | Chi tiết (FIFA) Chi tiết (OFC) |                  |

## Vòng đấu loại trực tiếp

### Sơ đồ
|  | Bán kết                  | Bán kết            |                           |       | Chung kết | Chung kết |
|  |                          |                    |                           |       |           |           |
|  | 8 tháng 6 – Port Moresby |                    |                           |       |           |           |
|  |                          |                    |                           |       |           |           |
|  | Papua New Guinea         | 2                  |                           |       |           |           |
|  | Papua New Guinea         | 2                  | 11 tháng 6 – Port Moresby |       |           |           |
|  | Quần đảo Solomon         | 1                  |                           |       |           |           |
|  | Quần đảo Solomon         | 1                  | Papua New Guinea          | 0 (2) |           |           |
|  | 8 tháng 6 – Port Moresby |                    | Papua New Guinea          | 0 (2) |           |           |
|  |                          | New Zealand (pen.) | 0 (4)                     |       |           |           |
|  | New Zealand              | New Zealand (pen.) | 0 (4)                     | 1     |           |           |
|  | New Zealand              |                    |                           | 1     |           |           |
|  | Nouvelle-Calédonie       | 0                  |                           |       |           |           |
|  | Nouvelle-Calédonie       | 0                  |                           |       |           |           |

### Bán kết
| New Zealand | 1–0                            | Nouvelle-Calédonie |
| ----------- | ------------------------------ | ------------------ |
| Wood 49'    | Chi tiết (FIFA) Chi tiết (OFC) |                    |

| Papua New Guinea           | 2–1                            | Quần đảo Solomon |
| -------------------------- | ------------------------------ | ---------------- |
| Foster 38' · Dabinyaba 82' | Chi tiết (FIFA) Chi tiết (OFC) | Molea 41'        |

### Chung kết
| Papua New Guinea                  | 0–0 (s.h.p.) | New Zealand                                  |
| --------------------------------- | ------------ | -------------------------------------------- |
|                                   |              |                                              |
| Loạt sút luân lưu                 |              |                                              |
| Upaiga · Semmy · Foster · Gunemba | 2–4          | Fallon · McGlinchey · Dyer · Brockie · Rojas |

## Danh sách cầu thủ ghi bàn
5 bàn
- Raymond Gunemba

4 bàn
- Chris Wood
- Teaonui Tehau

3 bàn
- Roy Krishna
- Nigel Dabinyaba
- Michael Foster

2 bàn
- Roy Kayara
- Rory Fallon
- Alvin Tehau

1 bàn
- Samuela Kautoga
- Joerisse Cexome
- Jefferson Dahite
- Bertrand Kaï
- Kevin Nemia
- Jean-Philippe Saïko
- Jean-Brice Wadriako
- César Zeoula
- Luke Adams
- Kosta Barbarouses
- Michael McGlinchey
- Themistoklis Tzimopoulos
- Tommy Semmy
- Koriak Upaiga
- Jerry Donga
- Judd Molea
- Steevy Chong Hue
- Dominique Fred
- Brian Kaltack
- Fenedy Masauvakalo

## Giải thưởng
| Giải thưởng              | Cầu thủ          | Đội tuyển          |
| ------------------------ | ---------------- | ------------------ |
| Quả bóng vàng            | David Muta       | Papua New Guinea   |
| Chiếc giày vàng          | Raymond Gunemba  | Papua New Guinea   |
| Găng tay vàng            | Stefan Marinovic | New Zealand        |
| Đội đoạt giải phong cách | —                | Nouvelle-Calédonie |

## Truyền thông
| Quốc gia             | Sở hữu bản quyền         | Ghi chú |
| -------------------- | ------------------------ | ------- |
| OFC                  | OFC TV                   | [ 9 ]   |
| Úc                   | SBS                      | [ 10 ]  |
| Fiji                 | FBC TV                   | [ 11 ]  |
| Polynésie thuộc Pháp | Tahiti Nui TV            | [ 10 ]  |
| Nouvelle-Calédonie   | Nouvelle-Calédonie 1re   | [ 10 ]  |
| New Zealand          | Sky Sport                | [ 10 ]  |
| Papua New Guinea     | EM TV                    | [ 10 ]  |
| Samoa                | TV1 Samoa                | [ 10 ]  |
| Quần đảo Solomon     | Telekom Television       | [ 10 ]  |
| Vanuatu              | Television Blong Vanuatu | [ 10 ]  |